# Rwanda Meteorology Agency
Die Rwanda Meteorology Agency ist ein staatlicher Wetterdienst in Ruanda.

## Geschichte und Organisation
Die erste Wetterstation in Ruanda wurde 1906 in Save installiert. 1963 wurde der Rwanda Meteorological Service gegründet und trat am 5. März 1963 der Weltorganisation für Meteorologie (WMO) bei. 2011 wurde er in die Rwanda Meteorology Agency umgewandelt und am 14. August 2014 wurde die Behörde dem Umweltministerium untergeordnet. Sie hat rund 100 Mitarbeiter. Direktor der Rwanda Meteorology Agency und ständiger Vertreter bei der WMO ist Aimable Gahigi. Der Hauptsitz befindet sich im Distrikt Nyarugenge in Kigali.

## Kooperationen (Auswahl)
- seit 20. September 2022: Memorandum of Understanding (MoU) mit dem Rwanda Water Resources Board (RWB) und dem Rwanda Standards Board (RSB)[5]